# Masore
Masore so naselje v Občini Idrija.